# Jordan Goodwin
Jordan Goodwin (Centreville, 23 ottobre 1998) è un cestista statunitense, di ruolo guardia e playmaker, professionista nella NBA con i Phoenix Suns e nella NBA G League.

## Carriera
Dopo aver disputato la carriera universitaria con i St. Louis Billikens, non viene scelto al Draft NBA 2021. Dopo aver iniziato la stagione con i Capital City Go-Go, il 27 dicembre firma un contratto di dieci giorni con i Washington Wizards, prima di far ritorno nella franchigia di G League.
Il 15 ottobre 2022 firma con i Wizards un two-way contract.

## Statistiche

### NCAA
| Anno      | Squadra             | PG  | PT  | MP   | TC%  | 3P%  | TL%  | RP   | AP  | PRP | SP  | PP   |
| --------- | ------------------- | --- | --- | ---- | ---- | ---- | ---- | ---- | --- | --- | --- | ---- |
| 2017-2018 | St. Louis Billikens | 26  | 26  | 33,4 | 37,2 | 23,5 | 69,1 | 7,5  | 4,0 | 2,0 | 0,6 | 11,5 |
| 2018-2019 | St. Louis Billikens | 36  | 35  | 34,2 | 40,3 | 26,3 | 51,1 | 7,5  | 3,4 | 1,8 | 0,3 | 10,5 |
| 2019-2020 | St. Louis Billikens | 31  | 31  | 35,9 | 47,3 | 28,2 | 53,8 | 10,4 | 3,1 | 2,1 | 0,2 | 15,5 |
| 2020-2021 | St. Louis Billikens | 21  | 21  | 33,1 | 43,0 | 31,4 | 64,3 | 10,1 | 3,9 | 2,0 | 0,2 | 14,5 |
| Carriera  | Carriera            | 114 | 113 | 34,3 | 42,3 | 27,1 | 58,0 | 8,8  | 3,5 | 2,0 | 0,3 | 12,8 |

#### Massimi in carriera
- Massimo di punti: 28 vs La Salle (29 gennaio 2020)[5]
- Massimo di rimbalzi: 19 vs Southern Illinois-Carbondale (1º dicembre 2019)
- Massimo di assist: 11 vs George Mason (13 gennaio 2018)
- Massimo di palle rubate: 6 (5 volte)
- Massimo di stoppate: 3 vs St. Bonaventure (17 marzo 2019)
- Massimo di minuti giocati: 42 (2 volte)

### NBA

#### Regular Season
| Anno      | Squadra           | PG  | PT | MP   | TC%  | 3P%  | TL%  | RP  | AP  | PRP | SP  | PP   |
| --------- | ----------------- | --- | -- | ---- | ---- | ---- | ---- | --- | --- | --- | --- | ---- |
| 2021-2022 | Wash. Wizards     | 2   | 0  | 3,0  | 0,0  | 0,0  | -    | 0,5 | 0,0 | 0,0 | 0,0 | 0,0  |
| 2022-2023 | Wash. Wizards     | 62  | 7  | 17,8 | 44,8 | 32,2 | 76,8 | 3,3 | 2,7 | 0,9 | 0,4 | 6,6  |
| 2023-2024 | Phoenix Suns      | 40  | 0  | 14,0 | 38,9 | 28,8 | 86,2 | 2,9 | 2,0 | 0,6 | 0,2 | 5,0  |
| 2023-2024 | Memphis Grizzlies | 17  | 12 | 29,2 | 34,9 | 31,1 | 63,3 | 8,0 | 4,5 | 1,5 | 0,5 | 10,0 |
| 2024-2025 | L.A. Lakers       | 29  | 5  | 18,7 | 43,8 | 38,2 | 81,8 | 3,9 | 1,4 | 1,0 | 0,4 | 5,6  |
| Carriera  | Carriera          | 150 | 24 | 18,1 | 41,0 | 32,3 | 76,3 | 3,8 | 2,4 | 0,9 | 0,4 | 6,2  |

#### Playoffs
| Anno     | Squadra     | PG | PT | MP  | TC%  | 3P% | TL%  | RP  | AP  | PRP | SP  | PP  |
| -------- | ----------- | -- | -- | --- | ---- | --- | ---- | --- | --- | --- | --- | --- |
| 2025     | L.A. Lakers | 4  | 0  | 7,8 | 20,0 | 0,0 | 50,0 | 1,3 | 0,5 | 0,3 | 0,3 | 0,8 |
| Carriera | Carriera    | 4  | 0  | 7,8 | 20,0 | 0,0 | 50,0 | 1,3 | 0,5 | 0,3 | 0,3 | 0,8 |

#### Massimi in carriera
- Massimo di punti: 22 vs Houston Rockets (9 aprile 2023)[6]
- Massimo di rimbalzi: 9 vs Miami Heat (7 aprile 2023)
- Massimo di assist: 9 vs Milwaukee Bucks (4 aprile 2023)
- Massimo di palle rubate: 6 vs Los Angeles Clippers (10 dicembre 2022)
- Massimo di stoppate: 3 vs Charlotte Hornets (20 novembre 2022)
- Massimo di minuti giocati: 38 vs Los Angeles Clippers (10 dicembre 2022)

### G League
| Anno      | Squadra          | PG | PT | MP   | TC%  | 3P%  | TL%  | RP  | AP  | PRP | SP  | PP   |
| --------- | ---------------- | -- | -- | ---- | ---- | ---- | ---- | --- | --- | --- | --- | ---- |
| 2021-2022 | Capital C. Go-Go | 45 | 41 | 31,6 | 41,5 | 28,5 | 77,2 | 6,0 | 4,6 | 1,9 | 0,4 | 15,9 |
| 2022-2023 | Capital C. Go-Go | 4  | 4  | 35,4 | 38,4 | 28,0 | 76,9 | 7,3 | 5,3 | 1,3 | 1,0 | 19,8 |
| 2024-2025 | South Bay Lakers | 17 | 9  | 24,0 | 42,3 | 31,4 | 71,4 | 5,6 | 3,0 | 1,8 | 0,4 | 13,8 |
| Carriera  | Carriera         | 66 | 54 | 29,8 | 41,4 | 29,3 | 76,2 | 6,0 | 4,2 | 1,8 | 0,4 | 15,6 |